# Zapora fortyfikacyjna
Zapora fortyfikacyjna – zapora inżynieryjna niewybuchowa, którą wykonuje się w terenie bądź przygotowuje na zapleczu (prefabrykowane elementy) i ustawia na miejscu przeznaczenia w postaci gotowych elementów. Zapora tego rodzaju służy, podobnie jak wszystkie zapory inżynieryjne, do hamowania i powstrzymywania ruchu wojsk przeciwnika.

## Podział
Do najważniejszych z nich należą:
- zapory ziemne, takie jak rowy przeciwpancerne, skarpy i przeciwskarpy[2];
- zapory drewniano-ziemne – zawały, palisady, barykady, kozły hiszpańskie itp.[2]
- zapory drutowe – np. zapory mało widoczne, walce i jeże kolczaste, zasieki[2];
- zapory żelbetowe – kozły żelbetowe, palisady itp.[2]
- zapory wodne (hydrotechniczne) – obszary zabagnione lub zatopione na skutek użycia lub celowego zniszczenia urządzeń hydrotechnicznych jak tamy, jazy, groble[3]

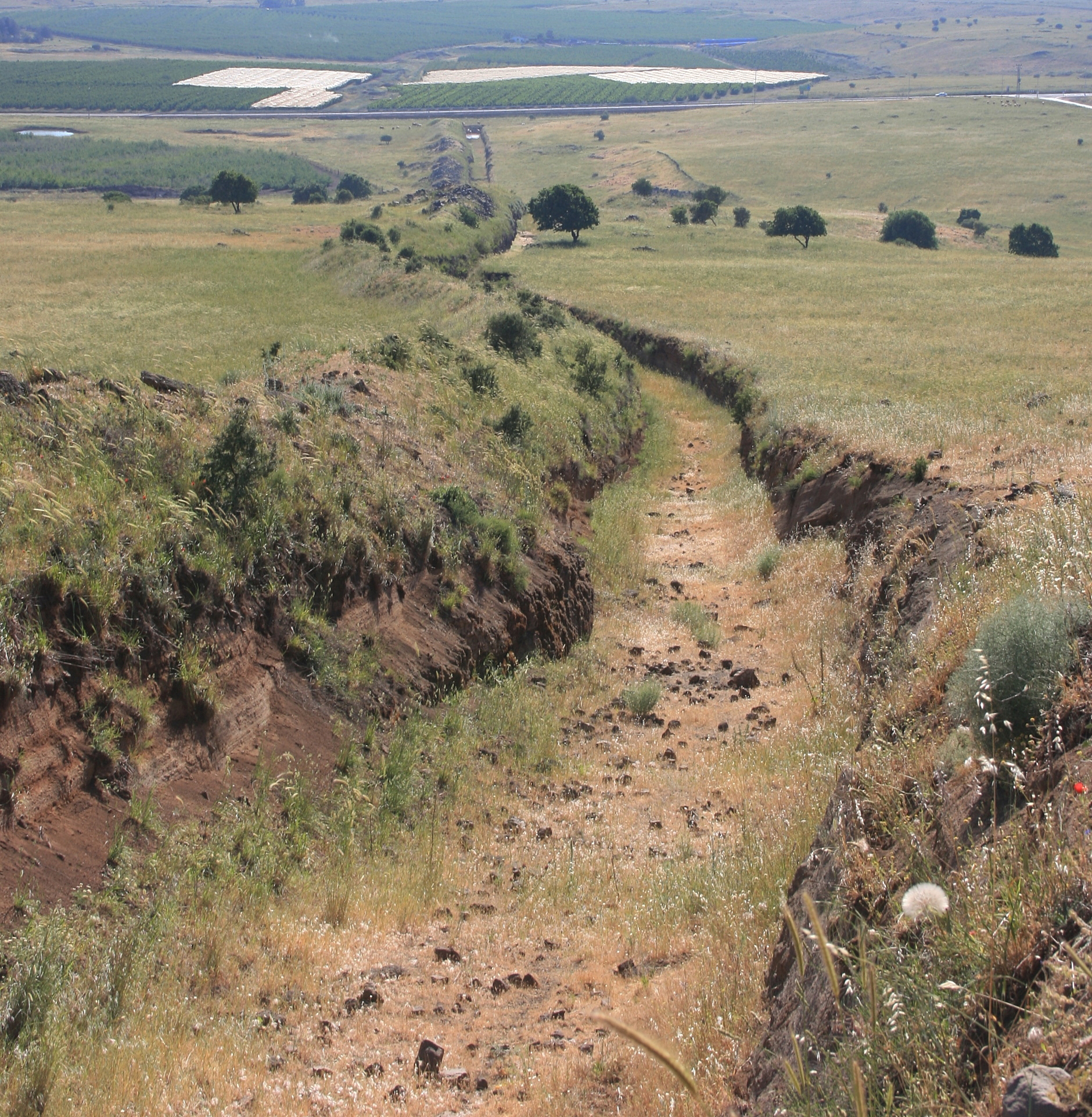
Zapora ziemna – rów przeciwczołgowy
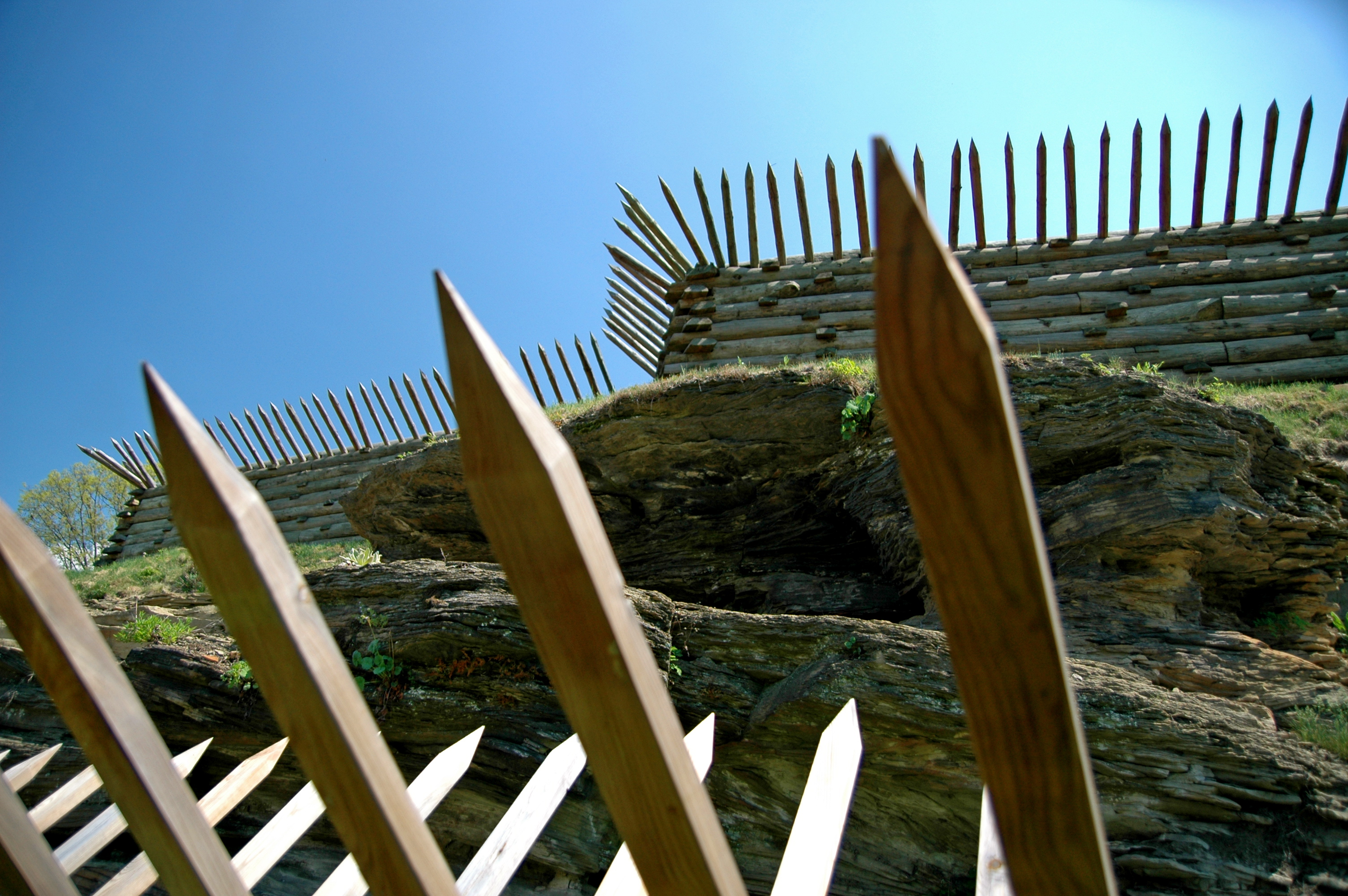
Zapora ziemno-drewniana: na pierwszym planie ostrokół, za nim wał obronny z palisadą
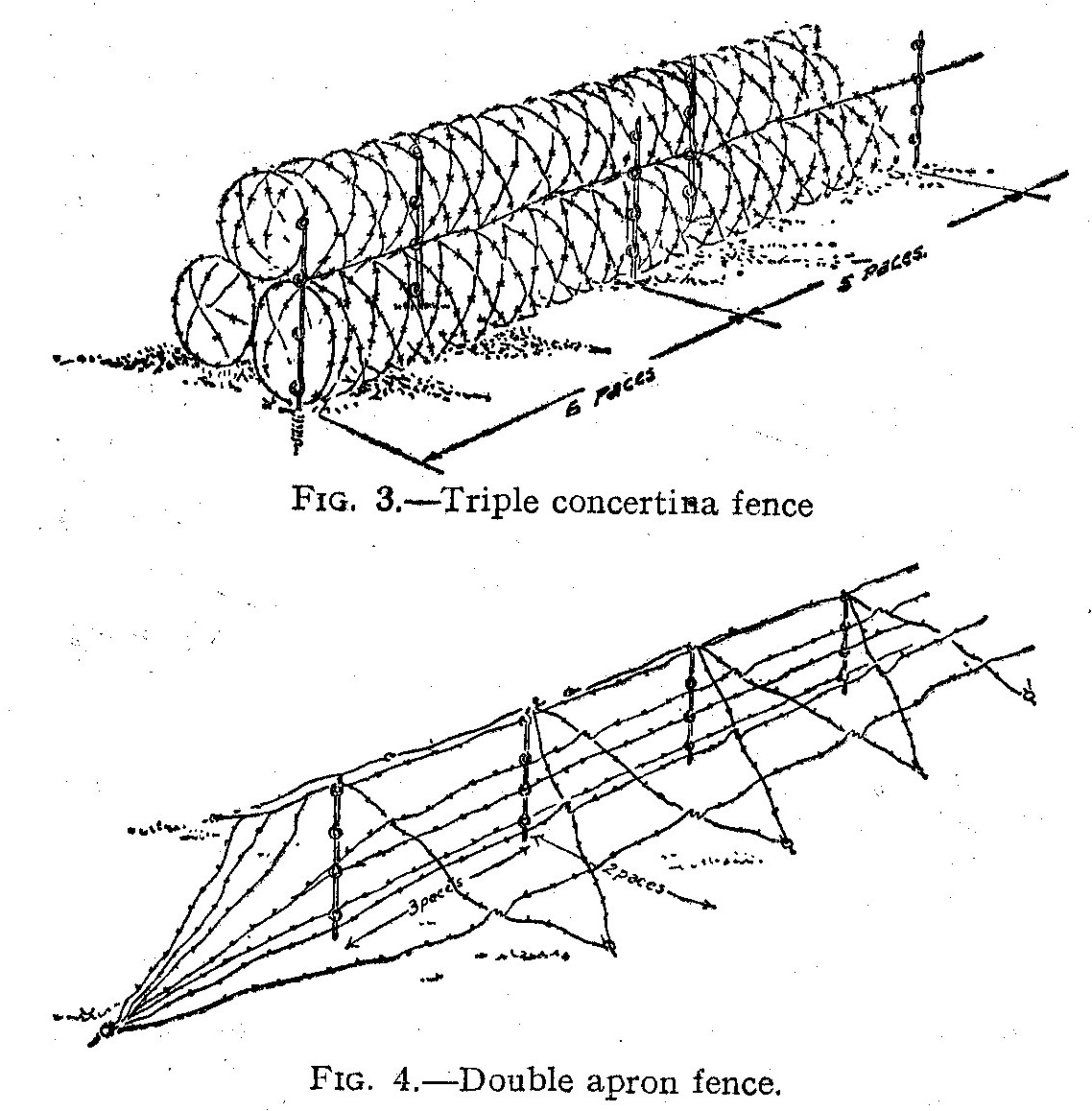
Zapory druciane – u góry walce, u dołu zasieki
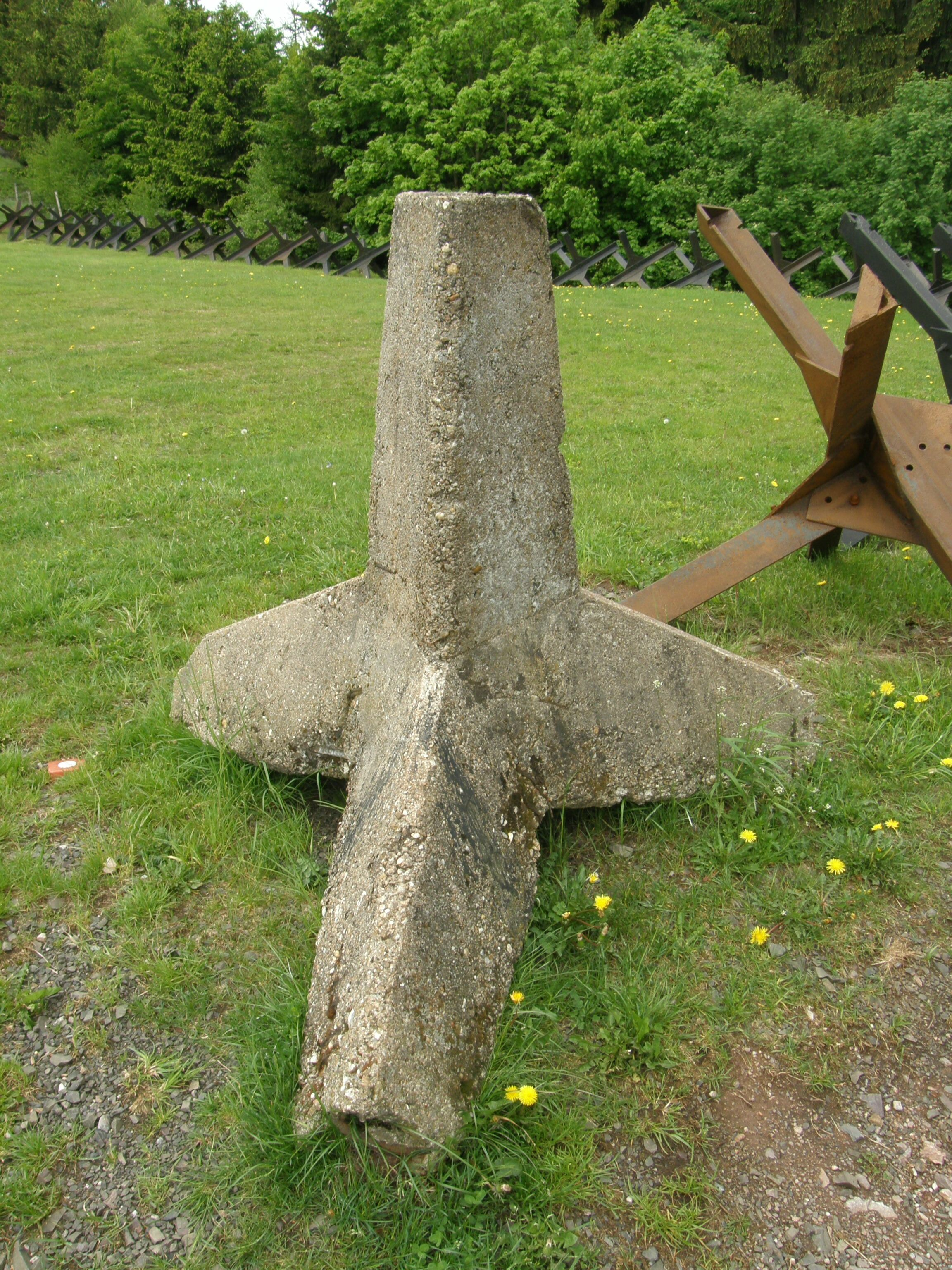
Zapora żelbetowa – jeż przeciwpancerny
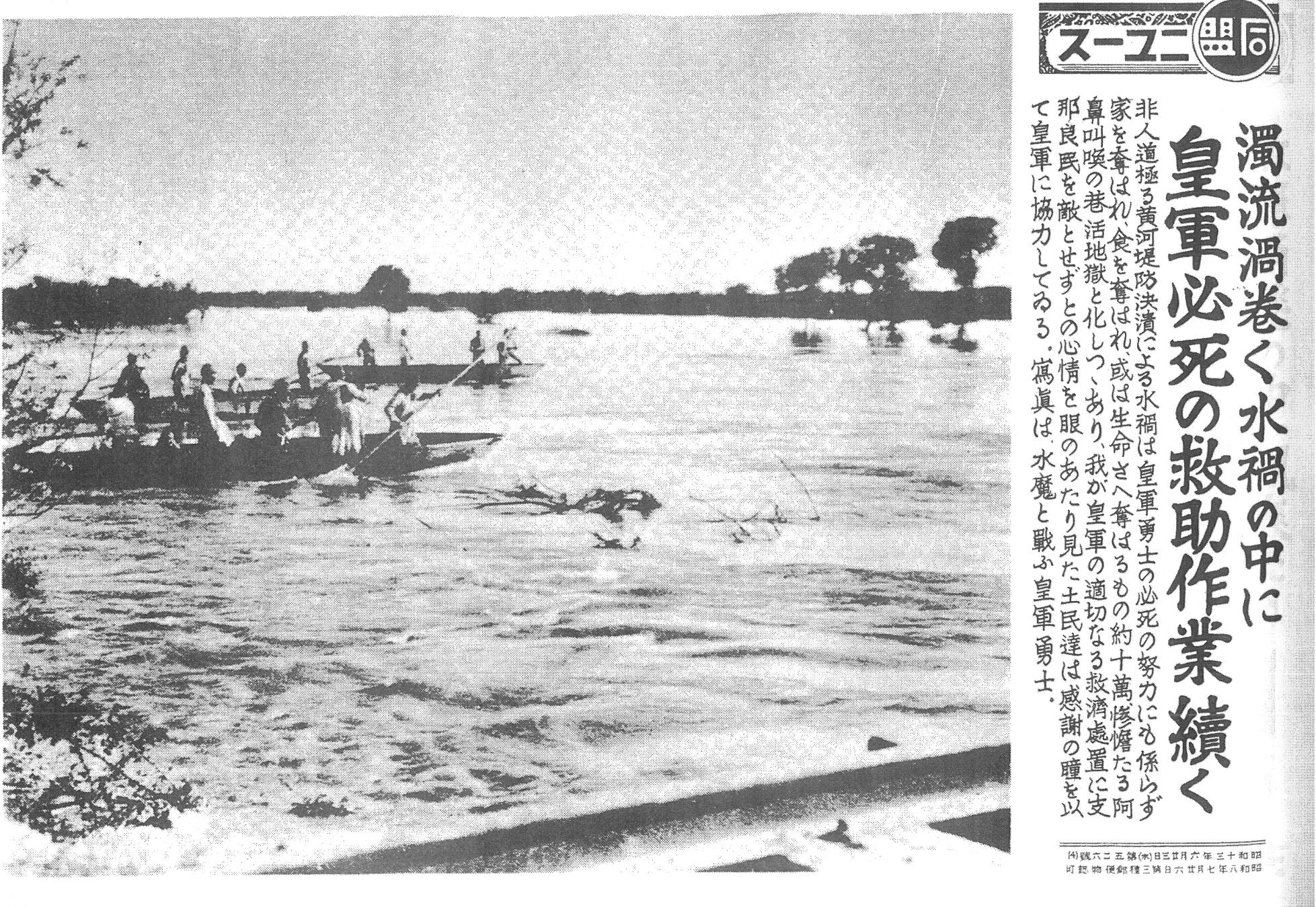
Zapora wodna – żołnierze operujący na terenie zalanym na skutek celowo przerwanych wałów